# رولان شتادلر
رولان شتادلر مواليد 14 يونيو 1959 في زيورخ، هو لاعب كرة مضرب سويسري سابق. أعلى تصنيف له في الفردي كان المركز الـ 68 في سنة 1983. أعلى تصنيف له في الزوجي كان المركز الـ 185 في سنة 1984.

## النهائيات

### الفردي: (3)
| الرقم | السنة | الدورة                     | الأرضية | المنافس في النهائي | النتيجة في النهائي |
| ----- | ----- | -------------------------- | ------- | ------------------ | ------------------ |
| 1.    | 1983  | بريشا، إيطاليا             | ترابية  | فيكتور بيسي        | 6–3, 6–1           |
| 2.    | 1988  | فايبلينغن, ألمانيا الغربية | ترابية  | فرانك دينهاردت     | 6–4, 6–4           |
| 3.    | 1988  | بودابست، المجر             | ترابية  | ساندور نوزالي      | 4–6, 6–3, 6–0      |

### الزوجي: (1)
| الرقم | السنة | الدورة                      | الأرضية | الشريك      | المنافس في النهائي  | النتيجة في النهائي |
| ----- | ----- | --------------------------- | ------- | ----------- | ------------------- | ------------------ |
| 1.    | 1982  | تارفيمونده, ألمانيا الغربية | ترابية  | ولفغانغ بوب | براد قوان وارن ماهر | 6–4, 6–2           |

## روابط خارجية
- رولان ستادلر على موقع رابطة محترفي التنس (الإنجليزية)
- رولان ستادلر على موقع الاتحاد الدولي لكرة المضرب (الإنجليزية)
- رولان ستادلر على موقع كأس ديفيز (الإنجليزية)
- رولان ستادلر على موقع خلاصة التنس.كوم (الإنجليزية)